# Cairo Open 1979
Il Cairo Open 1979 è stato un torneo di tennis giocato sulla terra rossa. È stata la 12ª edizione del torneo che fa parte del Colgate-Palmolive Grand Prix 1979. Si è giocato a Il Cairo in Egitto dal 9 al 15 aprile 1979.

## Campioni

### Singolare maschile
Peter Feigl ha battuto in finale  Carlos Kirmayr con il punteggio di 7–5, 3–6, 6–1

### Doppio maschile
Peter McNamara /  Paul McNamee hanno battuto in finale  Anand Amritraj /  Vijay Amritraj con il punteggio di 7–5, 6–4